# أمهيرستبارج (أونتاريو)
أمهيرستبارج، أونتاريو (بالإنجليزية: Amherstburg)‏ هي مدينة كندية تقع في مقاطعة أونتاريو. تبلغ مساحة هذه المدينة 185.6482 (كم²)، ويبلغ عدد سكانها 21748 نسمة حسب إحصاء سنة 2006 م، بينما كان يسكنها 20339 نسمة في سنة 2001 م. تحتل هذه المدينة المرتبة رقم 175 بين مدن كندا حسب عدد السكان والمرتبة رقم 68 في المقاطعة. نما عدد السكان في هذه المدينة بنسبة (6.9) بين العامين المذكورين.

## أعلام
- جورج بنسون هال جونيور
- سيث بولوك
- بيتر شيبرد
- يوجين ويلان
- شيلتون بروكس

## وصلات خارجية
- الأطلس الحكومي لكندا
- إحصاءات كندا مع ساعة تعداد السكان